# GE AC6000CW
Die GE AC6000CW ist eine Baureihe 6-achsiger dieselelektrischer Lokomotiven des US-amerikanischen Lokomotivherstellers General Electric (GE).
Bisher wurden über 300 Maschinen dieser Baureihe hergestellt. Mit einer Leistung von 6000 PS = 4470 kW sind sie neben der SD90MAC-H von EMD die stärksten Diesellokomotiven der Welt mit einer Maschinenanlage. Die leistungsstärkste Diesellokomotivbaureihe der Welt bleibt weiterhin die EMD DDA40X. Letztere besaß allerdings zwei Dieselmotoren.

## Entwicklung
Die AC6000CW ist eine Weiterentwicklung der Baureihe GE AC4400CW. Die ersten Maschinen dieser Baureihe wurden an die Union Pacific Railroad mit den neuen Aufbauten, aber noch mit den schwächeren Dieselmotoren 7FDL-16 der AC4400CW geliefert, konnten aber auf den stärkeren Motor 7HDL-16 der AC6000CW aufgerüstet werden.

## Konstruktion
Wie die Typbezeichnung AC6000CW beschreibt, handelt es sich bei diesen Fahrzeugen um dieselelektrische Lokomotiven in Wechselstromausführung (engl. alternating current, AC) mit 6000 hp = 4470 kW. Der Dieselmotor treibt hierbei einen Drehstrom-Synchrongenerator an, welcher den Strom für die Drehstrom-Asynchronmotoren liefert. Die Fahrmotoren werden jeweils einzeln durch einen Inverter angesteuert.
Die Maschinen liefen auf dreiachsigen Drehgestellen (Achsfolge Co'Co', amerikanische Bezeichnung C-C) und großem (englisch wide body) Führerhaus. Aus den fett gekennzeichneten Bestandteilen setzt sich die Baureihenbezeichnung zusammen.
Angetrieben werden die Maschinen von einem 16-Zylinder-Dieselmotor des Typs 7HDL-16.

## Erstbesteller
| Gesellschaft            | bestellte Maschinen     | Nummerierung (gesellschaftsintern) | Bemerkungen                 |
| US-amerikanische Bahnen | US-amerikanische Bahnen | US-amerikanische Bahnen            | US-amerikanische Bahnen     |
| ----------------------- | ----------------------- | ---------------------------------- | --------------------------- |
| CSX Transportation      | 117                     | 600–699, 5000–5016                 |                             |
| Union Pacific Railroad  | 176                     | 7010–7079, 7300–7405               | mit Motor 7FDL-16 (3280 kW) |
| Union Pacific Railroad  | 80                      | 7500–7579                          | mit Motor 7HDL-16 (4474 kW) |
| australische Bahnen     |                         |                                    |                             |
| BHP Billiton            | 8                       |                                    |                             |